# Ursel Scheffler

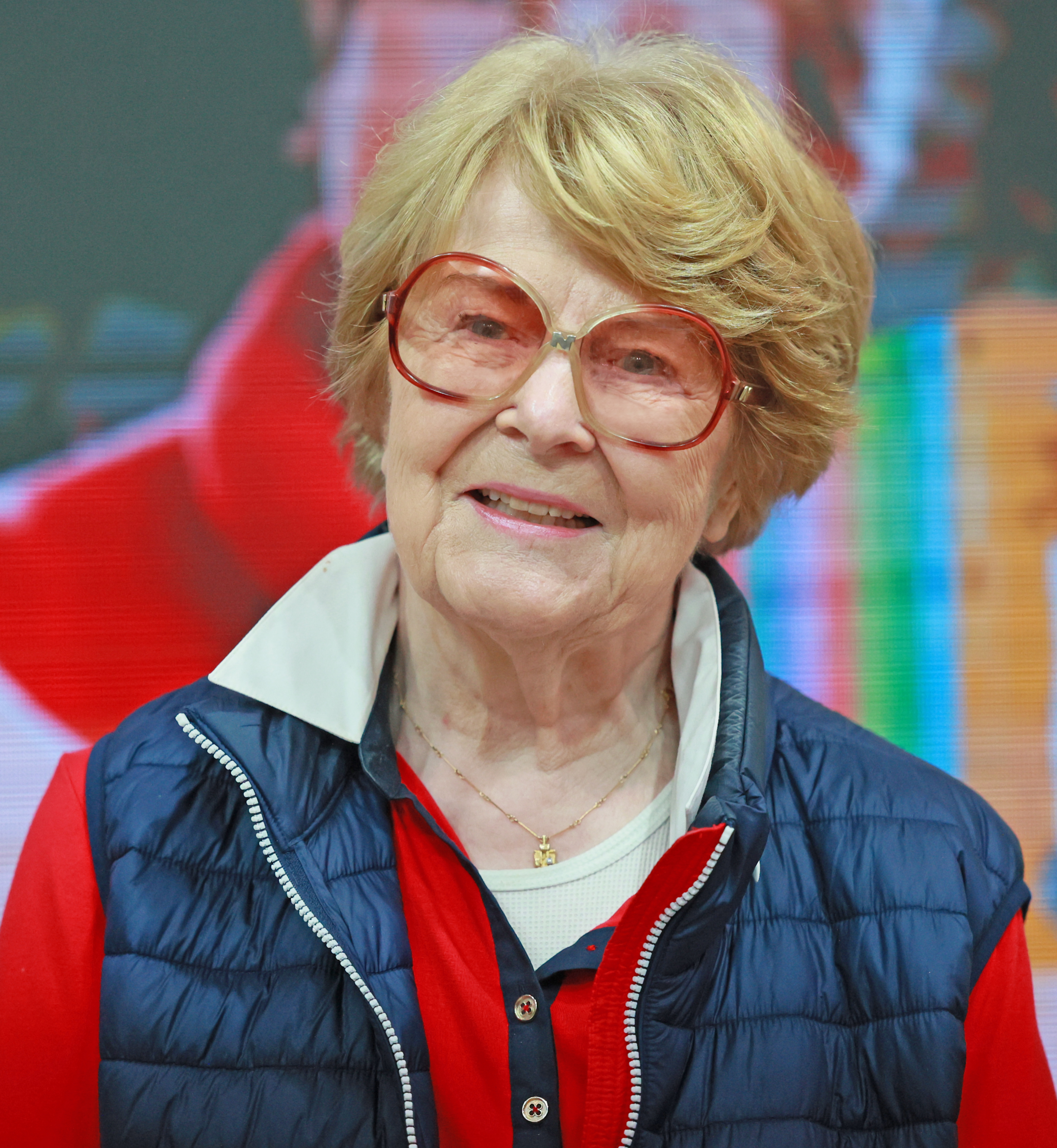
Ursel Scheffler auf der Frankfurter Buchmesse 2023

Ursel Scheffler (* 29. Juli 1938 in Nürnberg) ist eine deutsche Kinderbuchautorin.

## Werk
Scheffler studierte Romanistik und Anglistik in Erlangen und München. Sie legte Lehramtsexamen, Übersetzerprüfung, Magisterexamen in Romanistik, Anglistik und Volkskunde (Märchen, Sagen) ab. Ihre Magisterarbeit über das französische Märchen im 17. Jahrhundert erstellte sie 1975. Seit 1960 ist sie mit Eberhard Scheffler verheiratet, hat drei Kinder und lebt seit 1977 in Hamburg.
Es erschienen über 300 Kinderbücher in bekannten deutschen und ausländischen Verlagen und Lizenzausgaben in 30 Sprachen. Ihr erstes Bilderbuch (Kennwort: Tomate) erschien 1975 bei Ellermann (München) und erhielt für die Ausgabe Alle nannten ihn Tomate (1994) im Nord Süd Verlag einen amerikanischen Kinderbuchpreis. Ihr Buch Ätze das Tintenmonster war eine Inspiration für die Erfindung der Olchis von Erhard Dietl.
Ursel Scheffler ist Lesebotschafterin der Stiftung Lesen und hat im Zuge der Leseförderung am 11. November 2011 das erfolgreiche Programm Büchertürme initiiert.

## Ehrungen
- 2018: Für ihre Verdienste um die Leseförderung wurde Scheffler mit der Biermann-Ratjen-Medaille ausgezeichnet.[2]

## Veröffentlichungen
- Kennwort: Tomate. Ellermann, 1975, ISBN 3-7707-6143-X.
- Abendgebete mit Kindern. Lahn-Verlag, 1979, ISBN 3-7840-7515-0.
- Conny Fux – Die Spur führt nach Tunis. Franz-Schneider Verlag, 1979, ISBN 3-505-07247-8.
- Conny Fux – Alarm im Hafen. Franz-Schneider Verlag, 1979, ISBN 3-505-09322-X.
- Auf dem Markt. Otto Maier Verlag, 1980, ISBN 3-473-33848-6.
- Leselöwen-Zirkusgeschichten. Loewe Verlag, 1980, ISBN 3-7855-1829-3.
- Conny Fux – Eine Leiche hustet nicht. Franz-Schneider Verlag, 1982, ISBN 3-505-07304-0.
- Kommissar Kugelblitz. 50 Bände. Franz-Schneider Verlag, seit 1982.
- Der Hasenfranz. Maier Verlag, 1983, ISBN 3-473-30309-7.
- Ätze das Tintenmonster. Maier Verlag, 1986, ISBN 3-473-34217-3.
- Pizza-Bande. Schneider Verlag, 1986, ISBN 3-505-08873-0.
- Krähverbot für Kasimir. Annette Betz Verlag, 1986, ISBN 3-219-10339-1.
- Leselöwen-Ostergeschichten. Loewe Verlag, 1986, ISBN 3-7855-2041-7.
- Piratenlissy. Loewe Verlag, 1987, ISBN 3-7855-2129-4.
- Oma Paloma. Oetinger Verlag, 1992, ISBN 3-7891-1017-5.
- Dinosaurus Klex. Loewe Verlag, 1992, ISBN 978-3-7855-2478-7
- Ferien mit dem Taxi-Opa. Loewe Verlag, 1995, ISBN 3-7855-2720-9.
- Opas Computer-Geheimnis. Nord-Süd-Verlag, 1997, ISBN 3-314-00807-4.
- Alle nannten ihn Tomate. Hase und Igel Verlag, 2005, ISBN 3-86760-051-1.
- Das Märchenschloss. cbj, 2006, ISBN 3-570-13143-2.
- Die schönsten Geschichten vom Hasenfranz. Ravensburger Buchverlag, 2005, ISBN 3-473-33028-0.
- Kugelblitz in Sydney. Schneider Verlag, 2011, ISBN 978-3-505-12853-0.
- Kugelblitz jagt Dr Fong. Schneider Verlag, 2003, ISBN 3-505-11998-9.
- Paula – Prinzessin für einen Tag. Oetinger Verlag, 2012, ISBN 978-3-7891-1244-7.
- Der Geschichtenkater. Jumbo, Neue Medien & Verlag, 2013, ISBN 978-3-8337-3174-7.
- Kugelblitz in Amsterdam. Egmont Verlagsgesellschaft, 2013, ISBN 978-3-505-13026-7.

## Hörbuch
- Kommissar Kugelblitz - Folge 01: Die rote Socke - Erscheinungsjahr 2011, Verlag 2011, KIDDINX Media GmbH
- Kommissar Kugelblitz - Folge 02: Die orangsfarbene Maske - Erscheinungsjahr 2011, Verlag 2011, KIDDINX Media GmbH
- Kommissar Kugelblitz - Folge 03: Der gelbe Koffer - Erscheinungsjahr 2011, Verlag 2011, KIDDINX Media GmbH
- Kommissar Kugelblitz - Folge 04: Der grüne Papagei - Erscheinungsjahr 2011, Verlag 2011, KIDDINX Media GmbH
- Kommissar Kugelblitz - Folge 05: Der lila Leierkasten - Erscheinungsjahr 2011, Verlag 2011, KIDDINX Media GmbH
- Kommissar Kugelblitz - Folge 06: Das blaue Zimmer - Erscheinungsjahr 2011, Verlag 2011, KIDDINX Media GmbH
- Kommissar Kugelblitz - Folge 07: Der schwarze Geist - Erscheinungsjahr 2011, Verlag 2011, KIDDINX Media GmbH
- Kommissar Kugelblitz - Folge 08: Das rosa Nilpferd - Erscheinungsjahr 2011, Verlag 2011, KIDDINX Media GmbH
- Kommissar Kugelblitz - Folge 09: Die schneeweiße Katze - Erscheinungsjahr 2011, Verlag 2011, KIDDINX Media GmbH
- Kommissar Kugelblitz - Folge 10: Der goldene Drache - Erscheinungsjahr 2011, Verlag 2011, KIDDINX Media GmbH
- Kommissar Kugelblitz - Folge 11: Der Jade-Elefant - Erscheinungsjahr 2011, Verlag 2011, KIDDINX Media GmbH
- Kommissar Kugelblitz - Folge 12: Der Fall Koralle - Erscheinungsjahr 2011, Verlag 2011, KIDDINX Media GmbH
- Kommissar Kugelblitz - Folge 13: Kürbisgeist und Silberspray - Erscheinungsjahr 2011, Verlag 2011, KIDDINX Media GmbH
- Kommissar Kugelblitz - Folge 14: Der Fall Kobra - Erscheinungsjahr 2011, Verlag 2011, KIDDINX Media GmbH
- Kommissar Kugelblitz - Folge 15: Rauchsignale - Erscheinungsjahr 2011, Verlag 2011, KIDDINX Media GmbH
- Kommissar Kugelblitz - Folge 16: Nashornjägern auf der Spur - Erscheinungsjahr 2011, Verlag 2011, KIDDINX Media GmbH
- Kommissar Kugelblitz - Folge 17: KK fischt im Internet - Erscheinungsjahr 2011, Verlag 2011, KIDDINX Media GmbH
- Kommissar Kugelblitz - in Amsterdam - Erscheinungsjahr 2018, Verlag 2018, KIDDINX Media GmbH
- Kommissar Kugelblitz - in Hamburg - Erscheinungsjahr 2018, Verlag 2018, KIDDINX Media GmbH
- Kommissar Kugelblitz - in Berlin - Erscheinungsjahr 2018, Verlag 2018, KIDDINX Media GmbH
- Kommissar Kugelblitz - in Paris - Erscheinungsjahr 2018, Verlag 2018, KIDDINX Media GmbH
- Kommissar Kugelblitz - in New York - Erscheinungsjahr 2018, Verlag 2018, KIDDINX Media GmbH
- Kommissar Kugelblitz - Weihnachtsmann - Erscheinungsjahr 2018, Verlag 2018, KIDDINX Media GmbH
- Kommissar Kugelblitz - und die Nikolausbande. Erscheinungsjahr 2018, Verlag 2018, KIDDINX Media GmbH
- Kommissar Kugelblitz - in Barcelona - Erscheinungsjahr 2018, Verlag 2018, KIDDINX Media GmbH
- Kommissar Kugelblitz - in Spanien - Erscheinungsjahr 2018, Verlag 2018, KIDDINX Media GmbH
- Kommissar Kugelblitz - in Wien - Erscheinungsjahr 2018, Verlag 2018, KIDDINX Media GmbH
- Kommissar Kugelblitz - in London - Erscheinungsjahr 2018, Verlag 2018, KIDDINX Media GmbH
- Kommissar Kugelblitz - in Sydney - Erscheinungsjahr 2018, Verlag 2018, KIDDINX Media GmbH
- Kommissar Kugelblitz - in Shanghai - Erscheinungsjahr 2019, Verlag 2019, KIDDINX Media GmbH
- Kommissar Kugelblitz - Schnee auf Mallorca - Erscheinungsjahr 2019, Verlag 2019, KIDDINX Media GmbH
- Kommissar Kugelblitz - Tote trinken keine Cola - Erscheinungsjahr 2019, Verlag 2019, KIDDINX Media GmbH
- Kommissar Kugelblitz - Vermisst am Mississippi - Erscheinungsjahr 2019, Verlag 2019, KIDDINX Media GmbH
- Kommissar Kugelblitz - Der Fall Wüstenkönig - Erscheinungsjahr 2022, Verlag 2022, KIDDINX Media GmbH
- Kommissar Kugelblitz - in München - Erscheinungsjahr 2023, Verlag 2023, KIDDINX Media GmbH